# Lakefront Arena
Die Lakefront Arena (auch Senator Nat G. Kiefer University of New Orleans Lakefront Arena oder UNO Lakefront Arena) ist eine Mehrzweckhalle mit Platz für 11.000 Zuschauer in New Orleans, Louisiana.

## Nutzung
Die Arena ist die Heimatspielstätte des Basketballteams University of New Orleans Privateers. Die Halle wurde 1983 als Hommage an Nat G. Kiefer erbaut und ist Teil des Komplexes der University of New Orleans. Des Weiteren wird die Arena für Schwimmwettkämpfe, Tauchkompetitionen, Volleyball und Konzerte genutzt; so traten hier international bekannte Künstler wie Korn (Band), Eric Clapton, Prince, R.E.M., Red Hot Chili Peppers und Tom Petty auf.
Von 1984 bis 1987 wurde in der Halle ein Damen-Tennisturnier der WTA ausgetragen.